# ホミ・K・バーバ

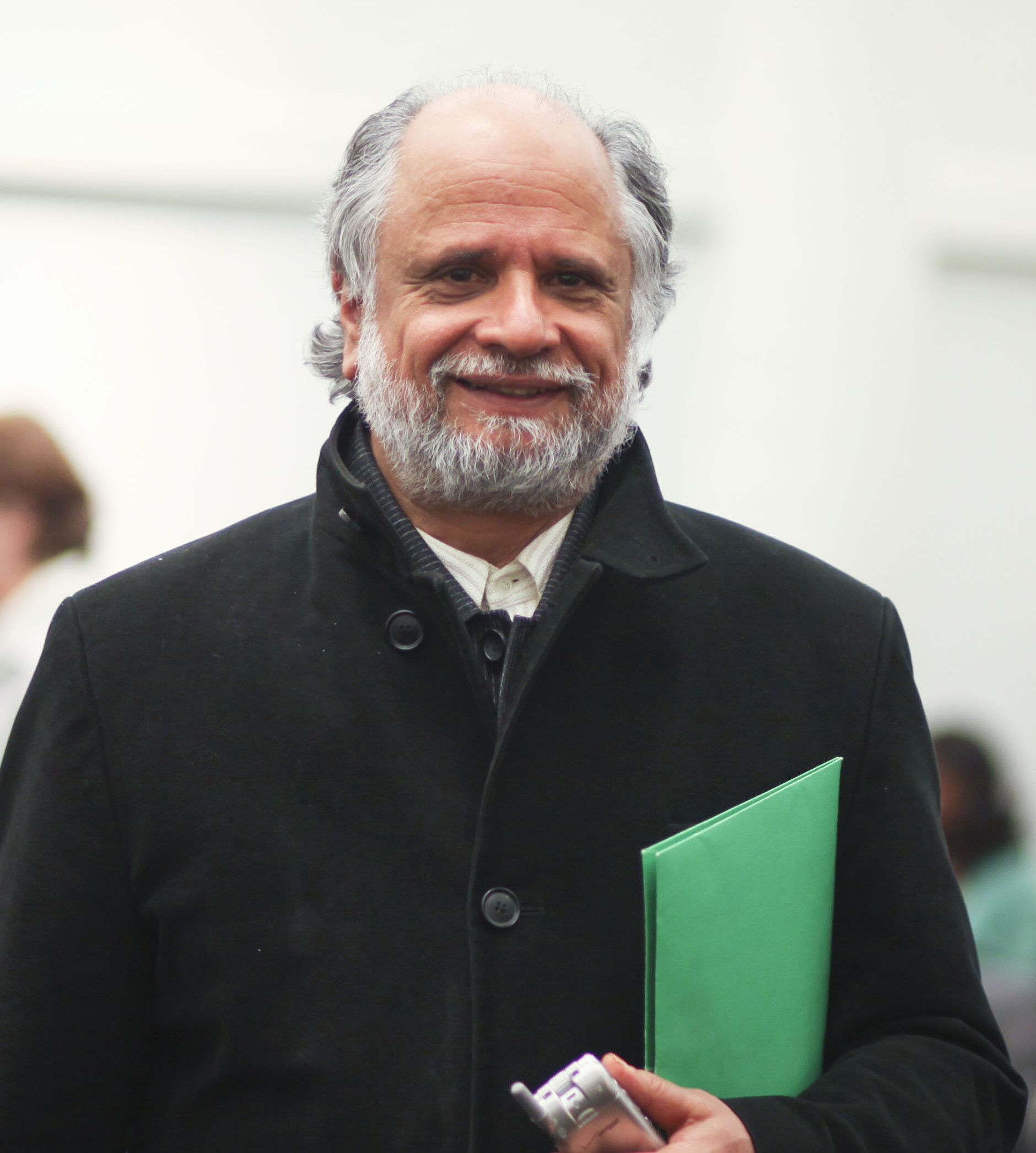
ホミ・K・バーバ

ホミ・K・バーバ（ホーミー・K・バーバー, होमी के.भाभा, Homi K. Bhabha, 1949年 - ）は、インド出身の批評家、文学者。専門は英米文学、ポストコロニアル理論。
ムンバイのパールシー（ゾロアスター教徒）の家庭に生まれる。ボンベイ大学卒業後、オックスフォード大学で博士号を取得。サセックス大学を経て、現在、ハーバード大学教授。

## 著書

### 単著
- The Location of Culture, (Routledge, 1994).

本橋哲也・正木恒夫・外岡尚美・阪元留美訳『文化の場所――ポストコロニアリズムの位相』（法政大学出版局, 2005年）

### 共著
- Mary Kelly, with Margaret Iversen and Douglas Crimp, (Phaidon, 1997).
- Anish Kapoor, with Pier Luigi Tazzi, (Hayward Gallery, 1998).

### 編著
- Nation and Narration, (Routledge, 1990).

### 共編著
- Edward Said: Continuing the Conversation, co-edited with W. J. T. Mitchell, (University of Chicago Press, 2005).

上村忠男・八木久美子・粟屋利江訳『エドワード・サイード――対話は続く』（みすず書房, 2009年）、W・J・T・ミッチェルと編、サイードについての追悼文集

### 論文集（日本語版オリジナル）
- 『ナラティヴの権利――戸惑いの生へ向けて』（みすず書房、2009年）

## 日本語訳論文
- 「差異・差別・植民地主義の言説」『現代思想』20巻10号（青土社、1992年）
- 「国民の散種――時間、語り、そして近代国家の周縁」『批評空間』（1993年）
- 「ポストコロニアルとポストモダン」『現代思想』23巻3号（1995年）
- 「アイデンティティのオン・パレード」『現代思想』23巻3号（1995年）－ビク・パレクと共著
- 「他者の問題」富山太佳夫編『現代批評のプラクティス（4）文学の境界線』（研究社出版、1996年）
- 「文化の中間者」スチュアート・ホール, ポール・ドゥ・ゲイ編『カルチュラル・アイデンティティの諸問題――誰がアイデンティティを必要とするのか?』（大村書店, 2001年）